# 태국 외무부
외무부(태국어: กระทรวงการต่างประเทศ, 영어: Ministry of Foreign Affairs, 약자:MFA)는 태국의 대외 관계를 담당하는 주요 정부 부처다. 외무부는 태국 내각 소속인 외무부 장관이 맡고 있다. 외무부 장관은 부총리가 임명한다. 국방부는 태국 왕국을 위한 외교 정책을 수립하고 실행하는 책임을 갖고 있다. 태국 외교공관을 전 세계에 걸쳐 관리하고 관리하고 있다.

## 역사
문무부를 창설하기 전에는 그 나라의 대외 관계의 상당 부분이 당대의 전제군주제들에 의해 처리되었다. 아유타야 왕국의 대외 관계는 "크롬 프라 클랑"(กรมพระคลัง, Krom Phra Khlang)(또는 재무부)에 의해 처리되었다. 이 부서장은 '프라 클랑'(พระคลัง, Phra Khlang)으로 알려졌으며, 외국 작가들에 의해 종종 '베르굴랑'(erguelang ) 또는 '바르셀론'(Barcelon)으로 불렸다. 17세기 프랑스의 유명한 시암 대사 '코사 판'(Kosa Pan)은 나라이 국왕의 "프라 클랑" 코사티보디의 동생이었다. 곧이어 외국인들을 상대하기 위해 "크로마타 타"(กรมท่า, Kromma Tha)(항만부)라는 부서가 만들어졌다.
방콕 시대에는 이러한 특징의 대부분이 유지되었다. 예를 들어, 제싸다보딘을 대신하여 국무 장관으로서의 자격으로 차우 파야-프라클랑은 1833년 시아메스계 미국인 아미티 및 상업 조약을 앤드류 잭슨 대통령을 대신하여 미국 장관으로서의 자격으로 에드먼드 로버츠와 협상했다.
1840년, 차기 왕인 몽꿋 왕은 시암 왕국의 외무부를 창설하였는데, 이 부서는 왕이 직접 관리하였다. 옛 '시암의 관등'의 책임과 역할은 이 부처로 옮겨졌다. 차오프라야 바누원(Chao Phraya Bhanuwong)은 1871년 쭐랄롱꼰 왕이 임명한 시암의 첫 외무장관이 되었다. 1881년 데바봉세 바롭라칸(Devavongse Varoprakarn) 왕자가 그를 대신하도록 임명되었다. 오늘날 "태국 외교의 아버지"로 알려진 그는 19세기 기준에 맞추기 위해 외무부를 개편하고 현대화했다. 그 후 그 부처는 그랜드 궁전의 동쪽에 있는 사라네롬 궁전에 영구히 설치되었다. 문무성은 7개 사단으로 나뉘었다. 그 사단은 다음과 같다.
- 세나보디 사단 (장관 사단)
- 부보안국
- 번역부
- 접수부
- 회계과
- 신고 부서
- 외교과
- 영사분할과

### 외무 고문
1892년부터 1924년까지 시암 정부는 국제법에 숙련된 변호사들의 '변호사의 비밀유지특권' 서비스를 유지했다.
- 구스타브 롤린 재케민스(Gustave Rolin-Jaequemyns)는 1892년부터 1902년까지 자문역을 맡았다.
- 하버드 로스쿨 베미스 국제법 교수인 에드워드 스트로벨은 1906년부터 1908년 사망할 때까지 미국 고문관으로 지냈다.[3][4]

### 재편성
1932년 혁명 이후 문민부(文民部)가 장악하고 목사는 시암의 헌정( constitutional政)의 일원이 되었다. 이 새로운 제도 하에서 최초의 목사는 프라야 스리 비잔 바차였다.

## 운영
2019 회계연도의 MFA 예산은 9,19730만 바트다.

### 행정부
- 장관실
- 상임이사국

### 기능 부서
- 영사과
- 프로토콜학과
- 태국 국제개발협력국
- 국제경제과
- 조약 및 법률 사무국
- 정보부
- 국제기구과

### 지역 부서
- 유럽문제과
- 미국 및 남태평양 담당 부서
- 아세안 담당 부서(아세안 그룹의 틀에 따른 협력을 위해, 태국과 각 아세안 회원국 간의 상호 관계는 동아시아 담당)
- 동아시아 담당 부서
- 남아시아·중동·아프리카 담당 부서

## 장관 목록
다음은 외무부 장관의 목록이다.
- 1875–1885: Chao Phraya Bhanuwongse Maha Kosathibodi
- 1885–1923: Prince Devawongse Varopakarn
- 1924–1932: Prince Traidos Prabandh
- 1932–1933: Phraya Srivisaravaja
- 1933–1934: Phraya Abhibanrajamaitri
- 1934–1935: Phraya Phaholphonphayuhasena
- 1935–1936: Phraya Srisena
- 1936–1938: Pridi Banomyong
- 1938–1939: Chao Phya Sridharmadhibes
- 1939–1941: Plaek Pibulsongkram
- 1941: Direk Jayanama
- 1941–1942: Plaek Pibulsongkram
- 1942–1943: Luang Wichitwathakan
- 1943–1944: Direk Jayanama
- 1944–1945: Srisena Sampatisiri
- 1945–1946: Seni Pramoj
- 1946–1947: Direk Jayanama
- 1947: Thawan Thamrongnawasawat
- 1947: Arthakitti Banomyong
- 1947–1948: Phraya Srivisaravaja
- 1948–1949: Priditheppong Devakul
- 1949: Plaek Pibulsongkram
- 1949–1950: Pote Sarasin
- 1950–1952: Warakan Bancha
- 1952–1958: Prince Wan Waithayakon
- 1959–1971: Thanat Khoman
- 1971–1973: Thanom Kittikachorn
- 1973–1975: Charunphan Isarangkun Na Ayuthaya
- 1975: Bhichai Rattakul
- 1975–1976: Chatichai Choonhavan
- 1976: Bhichai Rattakul
- 1976–1980: Upadit Pachariyangkun
- 1980–1990: Siddhi Savetsila
- 1990: Subin Pinkayan
- 1990–1991: Arthit Ourairat
- 1991–1992: Arsa Sarasin
- 1992: Pongpol Adireksarn
- 1992: Arsa Sarasin
- 1992–1994: Prasong Soonsiri
- 1994–1995: Thaksin Shinawatra
- 1995: Krasae Chanawongse
- 1995–1996: Kasem S. Kasemsri
- 1996: Amnuay Viravan
- 1996–1997: Prachuab Chaiyasan
- 1997–2001: Surin Pitsuwan
- 2001–2005: Surakiart Sathirathai
- 2005–2006: Kantathi Suphamongkhon
- 2006–2008: Nitya Pibulsonggram
- 2008: Noppadon Pattama
- 2008: Tej Bunnag
- 2008: Saroj Chavanaviraj
- 2008: Sompong Amornwiwat
- 2008–2011: Kasit Piromya
- 2011–2014: Surapong Tovichakchaikul
- 2014: Phongthep Thepkanjana (acting)
- 2014–2015: Thanasak Patimaprakorn
- 2015–present: Don Pramudwinai

## 같이 보기
- 태국의 대외 관계
  - 태국의 재외공관 목록
- 태국 내각
- 태국 정부부처
- 태국 정부